# Kagal'nickij rajon
Il Kagal'nickij rajon, in russo Кагальницкий район?, è un rajon dell'Oblast' di Rostov, nella Russia europea. Istituito nel 1935, il capoluogo è Kagal'nickaja.